# Даунтонска опатија (2. сезона)
Даунтонска опатија (енгл. Downton Abbey) је британска драмска ТВ серија. У другој сезони снимљено је 8 регуларних епизода и божићни специјал. Регуларне епизоде су емитоване од 18. септембра до 6. новембра 2011. године, а божићни специјал 25. децембра исте године на ITV. Одмах након завршетка емитовања регуларних епизода, 7. новембра 2011, издат је ДВД са свим регуларним епизодама друге сезоне.
Друга сезона је имала изузетан пријем, а критичари су хвалили глумачку поставу, приказ историјских тренутака и причу. Гледаност се видно повећала у односу на прву сезону — сваку епизоду је у просеку пратило 11 милиона гледалаца. Серија је током друге сезоне номинована за бројне награде и добила је награде за најбољи филм, мини-серију или специјал Удружења телевизијских критичара, награду Еми за најбољу музику серије, као и још неколико других награда. Меги Смит су критике хвалиле за тумачење лика Вајолет Кроли и освојила је награду Еми за најбољу споредну глумицу у драмској серији и Златни глобус за најбољу споредну глумицу у серији, мини-серији или телевизијском филму.

## Радња
Друга сезона прати догађања током Првог светског рата, од битке на Соми (1916), до епидемије шпанске грознице (1918).
Метју, који је напустио Даунтон, сада је официр британске војске и верен је. Његова вереница је Лавинија Свајер, ћерка либералног министра. Вилијам Мејсон, други лакеј, такође је у војсци, чак и након покушаја грофице Вајолет да га спаси од регрутације. Обојица су повређени у експлозији бомбе. Вилијам умире од рана, али тек након што се на самрти венча са Дејзи, кухињском слушкињом, у коју је био заљубљен. Иако Дејзи не верује да воли Вилијама, она се удаје за њега јер је то била његова последња жеља. Тек након кратког сусрета са грофицом Вајолет, она почиње да схвата да је њена љубав стварна.
Мери, иако схвата да још увек воли Метјуа, вери се са сер Ричардом Карлајлом, новинским могулом. Њихова веза је стеновита, али Мери се осећа обавезном да се уда за њега, јер је он заташкао њен скандал са Кемалом Памуком из прве сезоне. Господин Бејтс говори Ани да се коначно разводи, али пробелеме им ствара повратак његове супруге Вере која прети да ће открити улогу Ане у Мерином скандалу, осим ако Бејтс не оде са њом. Како би спасио Ану, он пристаје, али лорд Грантам је бесан. Међутим, госпођа Хјуз је чула Верине захтеве. Убрзо, Вера мистериозно умире. Уз могућност легалних проблема у вези са Верином смрћу, Ана инсистира да се она и Бејтс венчају како би могла да га подржи кроз потешкоће. Они се венчају тајно, са подршком леди Мери која им организује да проведу своју прву брачну ноћ у соби за госте.
Леди Сибил је уз Изобелину помоћ добила место на курсу који ће је обучавати као медицинску сестру. Убрзо, део Даунтона је претворен у ратну болницу. Шофер Том Брансон признаје своја осећања леди Сибил. Како су у току припреме за венчање Метјуа и Лавиније, Сибил жељом да се уда за Брансона шокира и ужасава своје родитеље. Лорд Грантам се снажно противи томе, али његове претње социјалном срамотом и дезинхронизацијом не мењају Сибилино мишљење. Грантам покушава и да подмити Брансона, али он одбија, а на крају им нерадо даје благослов.
Кора, Лавинија и Карсон су тешко болесни од шпанског грипа. О'Брајенова неуморно брине о Кори, покушавајући да се искупи за то што је она одговорна јер је Кора побацила. Метју и Мери схватају да се још увек воле, али признају једно другом да се не могу венчати, јер би то било ужасно окрутно према Лавинији. Међутим, пољубе се док Лавинија силази низ степенице. Када јој болест одлаже венчање, Лавинија каже Метјуу да је чула и видела све. Она осећа да би требало отказати венчање због њега и Мери, али Метју одбија. Томас, који се у рату намерно ранио како би се вратио у Енглеску, види Карсонову болест као прилику да буде користан у кући. Лавинија нагло умире, говорећи Метјуу да је тако најбоље, охрабрујући га да ожени Мери, што узрокује велику кривицу код њега и Мери.
Нова слушкиња Етел Паркс иритира остатак послуге својим сталним говорима о побољшању себе. Већина је занемарује, али О'Брајенова јој је више пута подвалила. Етел заводи повређеног официра, мајора Брајанта. Госпођа Хјуз их проналази заједно у кревету и отера Етел, али се сажаљева над њом и помаже јој кад Етел схвати да је затруднела. Мајор Брајант одбија да призна малог Чарлија као свог сина.
У финалу сезону, Бејтс је ухапшен и проглашен кривим за убиство своје супруге и осуђен је на смрт, али казна је касније преиначена у затвроску казну. Мери и Метју током прославе Божића коначно схватају да се воле и Метју је проси.

## Улоге

### Главне улоге

#### Породица Кроли
- Хју Боневил као гроф Роберт Кроли — лорд Грантам, глава породице Кроли
- Елизабет Макгаверн као грофица Кора Кроли — леди Грантам, Робертова супруга
- Меги Смит као грофица Вајолет Кроли — грофица од Грантама, Робертова конзервативна мајка
- Мишел Докери као леди Мери Кроли, Робертова и Корина најстарија ћерка, хладна, безосећајна
- Лора Кармајкл као леди Идит Кроли, Робертова и Корина средња ћерка, несрећна у љубави
- Џесика Браун Финдли као леди Сибил Кроли, Робертова и Корина најмлађа ћерка, заинтересована у политику
- Ден Стивенс као Метју Кроли, Робертов наследник
- Пенелопи Вилтон као Изобел Кроли, Метјуова мајка

#### Послуга
- Џим Картер као Чарлс Карсон, батлер, неизмерно одан породици Кроли
- Филис Логан као Елси Хјуз, домаћица
- Шивон Финеран као Сара О'Брајен, лична слушкиња Коре Кроли, негативац
- Брендан Којл као Џон Бејтс, лични слуга Роберта Кролија
- Џоана Фрогат као Ана Смит Бејтс, лична слушкиња леди Мери, Идит и Сибил Кроли
- Роб-Џејмс Колијер као Томас Бароу, први подбатлер, геј, негативац
- Томас Хауз као Вилијам Мејсон, други подбатлер, заљубљен у Дејзи
- Лесли Никол као Берил Патмор, куварица
- Софи Макшера као Дејзи Робинсон Мејсон, кухињска слушкиња
- Ејми Натал као Етел Паркс, слушкиња
- Ален Лич као Том Брансон, шофер

### Епизодне улоге
- Кевин Дојл као Џозеф Молзли, Метјуов лични слуга
- Саманта Бонд као леди Розамунд Пејнсквик, Робертова сестра
- Брендан Патрикс као Евелин Нејпијер
- Кал МекЕнинч као Хенри Ланг
- Иајн Глен као сер Ричард Карлајл, леди Мерин вереник
- Марија Дојл Кенеди као Вера Бејтс, Бејтсова супруга
- Пол Копли као господин Мејсон, Вилијамов отац
- Мајкл Кохрен као велечасни Алберт Травис, свештеник
- Данијел Пири као мајор Чарлс Брајант, рањени мајор, Етелин љубавник
- Кевин Р. МекНели као Хорас Брајант, отац мајора Брајанта
- Кристи Меки као Дафни Брајант, мајка мајора Брајанта
- Зои Бојл као Лавинија Свајер, Метјуова вереница
- Клер Калбрајт као Џејн Мосун, слушкиња, заљубљена у грофа Роберта
- Стивен Вентура као Дејвис

### Гостујуће улоге
- Роберт Бартхарст као сер Антони Стралан, породични пријатељ Кролијевих
- Џонатан Кој као Џорџ Мари, адвокат Кролијевих
- Лахлан Ниебоер као Едвард Кортнај, поручник
- Џулијан Вадхам као сер Херберт Штрут
- Тревор Вајт као Патрик Гордон
- Најџел Хаверс као лорд Хепворт, преварант, у "вези" са Розамунд (Божићни специјал)
- Шерон Смол као Мариголд Шор, Розамундина слушкиња, Хепвортова љубавница (Божићни специјал)
- Кристин Лор као Меј Бирд

## Епизоде
| 8 | 1 |  | Ешли Пирс       | Џулијан Фелоуз | 18. септембар 2011. | 11.41 |
| Септембар 1916. Метју се враћа у Даунтон током свог предстојећег одмора и обавештава породицу да се верио са госпођицом Лавинијом Свајер. Леди Мери најављује да је позвала сер Ричарда Карлајла, немилосрдног, богатог новинског моћника у Даунтон. Слуге се припремају за концерт који ће помоћи финансирање локалне болнице. Бејтс каже Ани да ће можда коначно моћи да се разведе и проси је. Вера, Бејтсова отуђена супруга, стиже у Даунтон и захтева да се Бејтс врати њој или ће разоткрити леди Мерину аферу са Кемалом Памуком. Бејтс даје отказ без објашњења. Госпођа Хјуз, која је прислушкивала Бејтсов разговор са Вером, све исприча господину Карсону и он обавештава лорда Грантама. Сибил се уписује на обуку за медицинску сестру. Брансон јој открива своја осећања према њој пре њеног одласка. Метју долази у Даунтон са Лавинијом. Он и Мери се мире. Метју среће Томаса у рововима. Томас се намерно рањава да би се вратио у Енглеску. |   |  |                 |                |                     |       |
| 9 | 2 |  | Ешли Пирс       | Џулијан Фелоуз | 25. септембар 2011. | 11.77 |
| Април 1917. Роберт говори госпођи Патмор да је њен нећак Арчи стрељан због кукавичлука. Томас одлази да ради код доктора Кларксона у сеоску болницу са леди Сибил. Лавинија има непријатан сусрет са сер Ричардом Карлајлом. Леди Идит помаже фармеру Дрејку, као њен допринос ратним снагама. Она и господин Дрејк се пољубе, што његова супруга види. |   |  |                 |                |                     |       |
| 10 | 3 |  | Енди Гудард     | Џулијан Фелоуз | 2. октобар 2011.    | 11.33 |
| Јул 1917. Упркос Вајолетином неслагању, Даунтон постаје болница за рањене официре под Изобелиним вођством. Кора вођство над војном страном Даунтона даје Томасу. Вајолет верује да су Мери и Метју још увек заљубљени, па она и Розамунд покушавају да раставе Метјуа и Лавинију. Вајолет такође верује да се Лавинија и сер Ричард знају од раније. Вилијам проси Дејзи пре него што оде у рат. |   |  |                 |                |                     |       |
| 11 | 4 |  | Брајан Кели     | Џулијан Фелоуз | 9. октобар 2011.    | 11.30 |
| Март 1918. Етел наставља да флертује са мајором Брајантом. Када из госпођа Хјуз ухвати заједно у кревету, Етел је отпуштена. Касније, она се враћа, трудна са дететом мајора Брајанта. У току су припреме за концерт у Даунтону. Изобел и Кора се сукобљавају, а Идит прима забрињавајуће вести о Метјуу и Вилијаму. Брансон понаво изјављује љубав леди Сибил. Лорд Грантам посећује Бејтса у пабу у ком он сад ради. Лорд Грантам прима писмо од Карлајла, које проузрокује непријатности са Мери. |   |  |                 |                |                     |       |
| 12 | 5 |  | Брајан Кели     | Џулијан Фелоуз | 16. октобар 2011.   | 11.59 |
| Август 1918. Метју је задобио озбиљну повреду кичме и паралисан је од струка надоле. Речено му је да више никада неће ходати нити да ће имати децу. Лавинија тврди да то не мења ништа међу њима, али он жели да га Лавинија заборави, а Мери покушава да побољша његово стање. Госпођа Хјуз потајно помаже Етел и њеној беби пошто је мајор Брајант игнорише. Вилијамове повреде су фаталне, због чега он тражи од Дејзи да се уда за њега пре него што умре. Госпођа Патмор наговара Дејзи, која не воли Вилијама, да пристане и они се венчавају, а Вилијам умире неколико сати касније. Бејтс је изненађен када Вера обећа да ће открити старе тајне о леди Мери и смрти Кемала Памука, јер јој је он платио да се разведу. Кад Мери то открије, она све признаје сер Ричарду Карлајлу и моли га за помоћ. Он плаћа Вери да потпише уговор са обавезама о поверљивости. Непознато Мери, сер Ричард објављује његову и Мерину веридбу у својим новинама. Откривши да је преварена да ћути, Вера упозорава Бејтса да ће га ипак уништити. |   |  |                 |                |                     |       |
| 13 | 6 |  | Енди Гудард     | Џулијан Фелоуз | 23. октобар 2011.   | 11.33 |
| Новембар 1918. Канадски официр, чије су лице деформисале опекотине, стиже у Даунтон и тврди да је он Патрик Кроли, наводно преминули наследник. Мери одбацује ту тврдњу, али Идит је убеђена да је то он јер зна детаље из старих времена у Даунтону. Робертов адвокат Мари то истражује и он сазнаје да је Патрик имао блиског пријатеља који је емигрирао у Канаду. Лажни Патрик нагло одлази. Метју се прилагођава животу инвалида, а Мери се брине о њему, на незадовољство сер Ричарда. Он и Кора успевају да врате Лавинију у Даунтон. Етел чује вест да је мајор Брајант убијен. Леди Сибил добија ултиматум од Брансона у вези његове просидбе. Бејтс је шокиран када је легалност његовог развода угрожена, јер Вера открива да јој је платио да га напусти и он одлази у Лондон да поново покуша да реши ствари са њом. По његовом повратку, он прима вести да је Вера мртва. Убрзо, рат се завршава примирјем. |   |  |                 |                |                     |       |
| 14 | 7 |  | Џејмс Стронг    | Џулијан Фелоуз | 30. октобар 2011.   | 12.26 |
| Почетак фебруара 1919. Метју почиње да осећа ноге и убрзо прохода. Он најављује да ће се он и Лавинија ускоро венчати. Вајолет му говори да је Мери и даље заљубљена у њега, али Метју се осећа обавезним да ожени Лавинију. Сер Ричард Карлајл шокира Ану тражећи од ње да шпијунира Мери. Његово понашање наводи Карсона да одбије његову понуду да ради као батлер у његовој кући кад се венча са Мери. Бејтс схвата да је Вера починила самоубиство како би му сместила. Када родитељи мајора Брајанта посете Даунтон да виде где се њихов син опоравио, госпођа Хјуз прави састанак између њих и Етел и њене бебе. Међутим, господин Брајант љутито одбија да верује да је то његов унук. Томас се упушта у нову шему зараде на послератном црном тржишту. Лорда Грантама привлачи нова слушкиња, Џејн и они се пољубе. Леди Сибил доноси драстичну одлуку да побегне с Брансоном. Међутим, Мери открива њен план и заједно са Идит и Аном, тражи их и наговара Сибил да се врате и отворено признају своју љубав Роберту и Кори. |   |  |                 |                |                     |       |
| 15 | 8 |  | Џејмс Стронг    | Џулијан Фелоуз | 6. новембар 2011.   | 12.45 |
| Април 1919. У току су припреме за венчање Метјуа и Лавиније, па Сибил све изненади жељом да се уда за Брансона. Роберт је шокиран, али његове претње не мењају Сибилино мишљење. Убрзо, Кора, Карсон и Лавинија се тешко разболе од шпанске грознице. Метју и Мери признају своја осећања једно другом, али схватају да не могу да се венчају јер би то било окрутно према Лавинији. Лавинија их чује док силази низ степенице и види их како се љубе. Етел је изненађена када родитељи мајора Брајанта желе да је виде, али ужасава се кад сазна да господин Брајант нуди да преузме старатељство над дететом и каже јој да јој неће бити дозвољено да га види. Лорд Грантам не може да контролише своју жељу за Џејн, која се не опире, али на крају Џејн одлучује да оде. Томасов подухват на црном тржишту је био велики неупсех и он Карсонову болест види као могућност да буде користан у кући. Ана и Бејтс се тајно венчају, уз подршку леди Мери. Кора постаје озбиљно болесна и О'Брајенова неуморно брине о њој, не би ли исправила своју грешку. Лавинија говори Метјуу да је чула и видела све и да би требало да се венча са Мери. Она на крају подлеже болести и умире, говорећи да је то најбоље за Метјуа. Обузет кривицом, Метју говори Мери да је било која веза између њих сада немогућа. Лорд Грантам нерадо даје свој благослов леди Сибил и Тому Брансону да се венчају. Бејтс је ухапшен под сумњом да је убио своју покојну супругу. |   |  |                 |                |                     |       |
| Специјал |   |  |                 |                |                     |       |
| 16 | — |  | Брајан Персивал | Џулијан Фелоуз | 25. децембар 2011.  | 12.11 |
| Децембар 1919. Домаћинство је окупирано божићним припремама. Бејтс је осуђен за Верино убиство, али његова смртна казна преиначена је у доживотни затвор. Бејтс охрабрује Ану да остане у Даунтону, али живи пуним животом. Дејзи се састаје са Вилијамовим оцем, господином Мејсоном. Леди Розамунд размишља о браку са новим партнером, за ког се касније испоставља да је преварант. Сибил, која је сада удата за Брансона и живи у Ирској, пише Кори да је трудна. Кора инсистира на томе да се врате у Даунтон. Мери раскида са сер Ричардом Карлајлом, упркос претњи да ће објавити њену мрачну тајну у вези са покојним Кемалом Памуком. Иако се плаши да ће је видети као „укаљану”, леди Мери говори Метјуу о Памуку. Иако изненађен, он одлучује да је прошлост иза њих и проси је. Она радо пристаје. |   |  |                 |                |                     |       |